# Mineralnye Vody

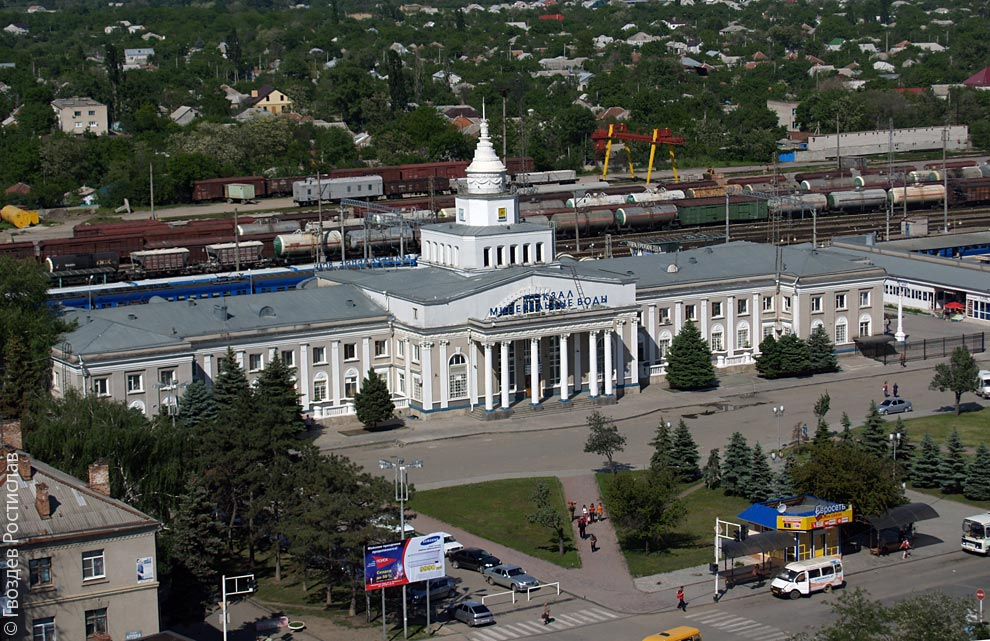
Nhà ga của thành phố

Mineralnye Vody (tiếng Nga: Минеральные Воды (Мин-Воды), IPA: [mʲɪnʲɪˈralʲnɨjə ˈvodɨ, mʲɪn ˈvodɨ]) là một thành phố Nga. Thành phố này thuộc chủ thể Krasnodar Krai. Dân số qua các thời kỳ: 69,569 (điều tra dân số năm 2023).

## Khí hậu
| Dữ liệu khí hậu của Mineralnye Vody     | Dữ liệu khí hậu của Mineralnye Vody | Dữ liệu khí hậu của Mineralnye Vody | Dữ liệu khí hậu của Mineralnye Vody | Dữ liệu khí hậu của Mineralnye Vody | Dữ liệu khí hậu của Mineralnye Vody | Dữ liệu khí hậu của Mineralnye Vody | Dữ liệu khí hậu của Mineralnye Vody | Dữ liệu khí hậu của Mineralnye Vody | Dữ liệu khí hậu của Mineralnye Vody | Dữ liệu khí hậu của Mineralnye Vody | Dữ liệu khí hậu của Mineralnye Vody | Dữ liệu khí hậu của Mineralnye Vody | Dữ liệu khí hậu của Mineralnye Vody |
| Tháng                                   | 1                                   | 2                                   | 3                                   | 4                                   | 5                                   | 6                                   | 7                                   | 8                                   | 9                                   | 10                                  | 11                                  | 12                                  | Năm                                 |
| --------------------------------------- | ----------------------------------- | ----------------------------------- | ----------------------------------- | ----------------------------------- | ----------------------------------- | ----------------------------------- | ----------------------------------- | ----------------------------------- | ----------------------------------- | ----------------------------------- | ----------------------------------- | ----------------------------------- | ----------------------------------- |
| Cao kỉ lục °C (°F)                      | 19.5 (67.1)                         | 21.9 (71.4)                         | 30.3 (86.5)                         | 34.5 (94.1)                         | 34.9 (94.8)                         | 37.5 (99.5)                         | 40.2 (104.4)                        | 41.1 (106.0)                        | 38.8 (101.8)                        | 34.1 (93.4)                         | 25.8 (78.4)                         | 19.4 (66.9)                         | 41.1 (106.0)                        |
| Trung bình ngày tối đa °C (°F)          | 1.7 (35.1)                          | 2.5 (36.5)                          | 8.4 (47.1)                          | 16.8 (62.2)                         | 21.8 (71.2)                         | 26.5 (79.7)                         | 29.8 (85.6)                         | 29.3 (84.7)                         | 23.9 (75.0)                         | 16.4 (61.5)                         | 8.2 (46.8)                          | 2.8 (37.0)                          | 15.7 (60.3)                         |
| Trung bình ngày °C (°F)                 | −2.5 (27.5)                         | −2.4 (27.7)                         | 2.9 (37.2)                          | 10.1 (50.2)                         | 15.1 (59.2)                         | 19.6 (67.3)                         | 22.7 (72.9)                         | 22.0 (71.6)                         | 16.8 (62.2)                         | 10.2 (50.4)                         | 3.4 (38.1)                          | −1.3 (29.7)                         | 9.7 (49.5)                          |
| Tối thiểu trung bình ngày °C (°F)       | −5.7 (21.7)                         | −6.1 (21.0)                         | −1.2 (29.8)                         | 4.6 (40.3)                          | 9.2 (48.6)                          | 13.6 (56.5)                         | 16.2 (61.2)                         | 15.7 (60.3)                         | 11.2 (52.2)                         | 5.8 (42.4)                          | 0.2 (32.4)                          | −4.6 (23.7)                         | 4.9 (40.8)                          |
| Thấp kỉ lục °C (°F)                     | −33.3 (−27.9)                       | −31.6 (−24.9)                       | −23.4 (−10.1)                       | −7.6 (18.3)                         | −2.9 (26.8)                         | 3.2 (37.8)                          | 7.4 (45.3)                          | 4.2 (39.6)                          | −4.6 (23.7)                         | −18.0 (−0.4)                        | −23.6 (−10.5)                       | −31.5 (−24.7)                       | −33.3 (−27.9)                       |
| Lượng Giáng thủy trung bình mm (inches) | 18 (0.7)                            | 18 (0.7)                            | 28 (1.1)                            | 54 (2.1)                            | 66 (2.6)                            | 86 (3.4)                            | 69 (2.7)                            | 48 (1.9)                            | 35 (1.4)                            | 38 (1.5)                            | 31 (1.2)                            | 28 (1.1)                            | 519 (20.4)                          |
| Nguồn: Pogoda.ru.net                    |                                     |                                     |                                     |                                     |                                     |                                     |                                     |                                     |                                     |                                     |                                     |                                     |                                     |